# Rima Hassan

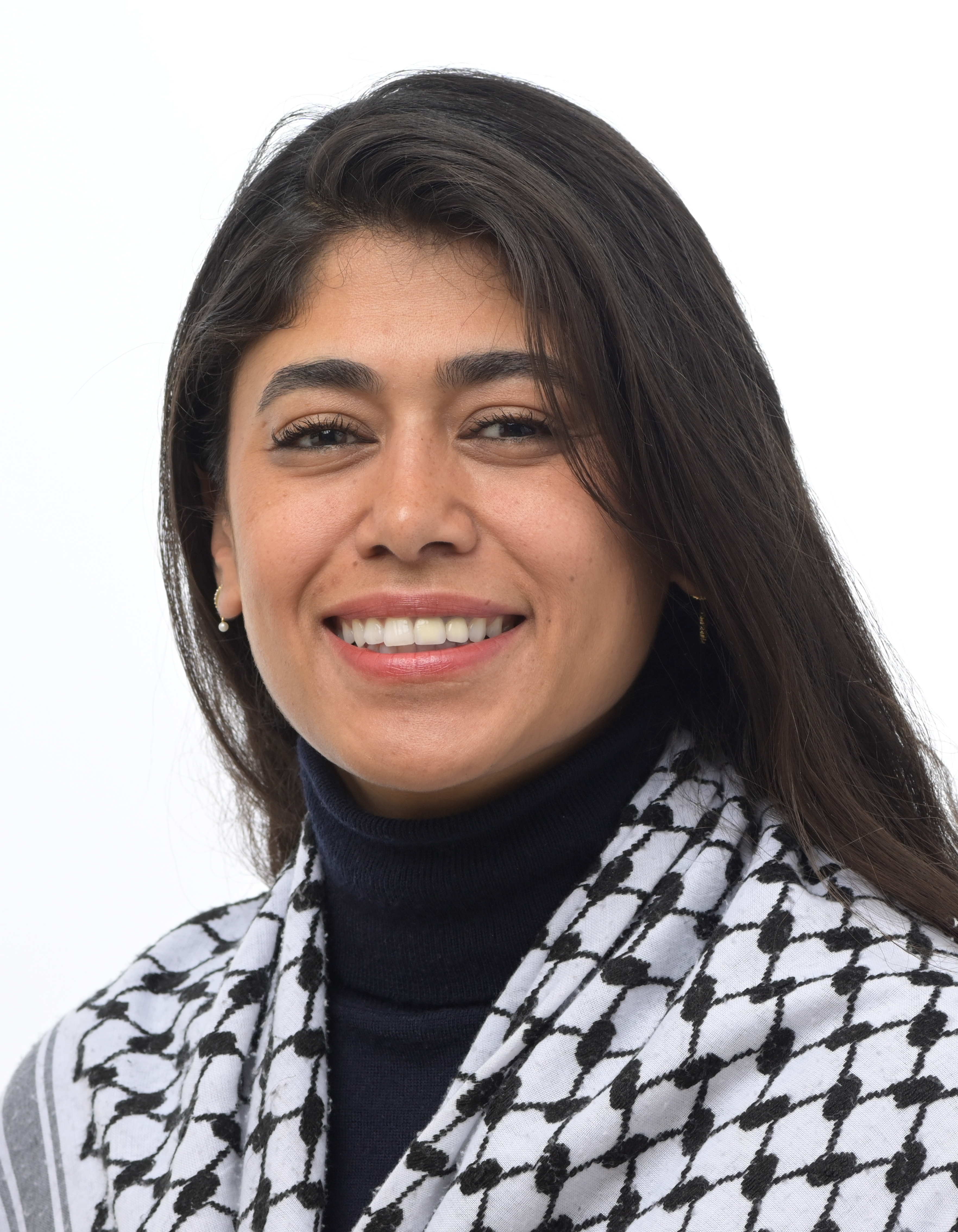
Rima Hassan (2024)

Rima Hassan Moubarak (* 28. April 1992 in Nayrab, Aleppo, Syrien) ist eine französisch-palästinensische Juristin, Aktivistin und Politikerin der La France Insoumise (LFI). Im Juni 2024 wurde sie ins Europäische Parlament gewählt.

## Ausbildung und berufliche Karriere
Rima Hassan wurde 1992 im Flüchtlingslager in Nayrab geboren und hat eine Schwester und vier Brüder. Nach der Scheidung ihrer Eltern zog ihre Mutter zu ihrer Schwester nach Niort in Frankreich, wo sie eine Aufenthaltsbewilligung erhielt. Um 2001–2002 konnten Rima Hassan und ihre Geschwister der Mutter nach Niort folgen. In Niort ging sie zur Schule und wurde in den Kinderrat gewählt. Nach ihrem Baccalaureat von der Ecole Venise Verte in Niort begann sie, Rechtswissenschaften an der Universität Évry, später an der Universität in Montpellier zu studieren, wo sie 2014 ihren Bachelor bekam. Nachdem sie für den Master ein Jahr im Libanon gelebt hatte, legte sie ihre Thesis zum Thema Apartheid in Südafrika und Israel an der Sorbonne in Paris ab.
Nach dem Abschluss arbeitete sie ab 2016 bei der Office français de protection des réfugiés et apatrides (Ofpra), wo sie eine Studie über die Flüchtlingslager vorbereitete. Von 2017 bis Ende 2023 war sie für sechs Jahre Juristin beim Nationalen Asylgerichtshof von Frankreich (CNDA) tätig. 2019 gründete sie die NGO Observatoire des camps de réfugiés. Für das Observatoire nahm sie an einem Runden Tisch der Emmaüs Solidarité zum Internationalen Tag der Flüchtlinge teil.

## Politische Laufbahn
Im Jahr 2023 nahm sie an einer Veranstaltung der Les Verts in Le Havre als Gründerin des Observatoire des camps de réfugiés teil.
Im März 2024 wurde sie als Kandidatin für die linkspopulistische LFI für das Europäische Parlament bekanntgegeben. Am 9. Juni 2024 wurde sie ins Europäische Parlament gewählt.

### Positionen zum Nahostkonflikt
Auf den Slogan From the River to the Sea angesprochen, den einige als Infragestellung der Existenz Israels ansehen, verteidigte sie sich und bekräftigte, dass sie das Existenzrecht Israels nicht in Frage stelle, aber gleiche Rechte für Israelis wie auch Palästinenser zwischen dem Jordan und dem Mittelmeer befürworte.
Hassan forderte die Beendigung des Abkommens, welches die EU mit Israel im Jahre 2000 geschlossen hatte, und unterstützt Sanktionen gegen Israel für dessen Politik gegenüber den Palästinensern. Sie hält eine Zweistaatenlösung nicht für möglich und schlägt als Alternative die Erschaffung einer Föderation nach dem Beispiel der Schweiz vor. Sie kritisierte dass bei der Sanktionierung Russlands für die Invasion in der Ukraine und der „Straflosigkeit“, welche Israel trotz der Verstöße gegen internationale Resolutionen genieße, mit zweierlei Maß gemessen werde.
Hassan äußerte 2023 in einem Interview, in dem sie nur mit „wahr“ oder „falsch“ antworten sollte, Zustimmung zu dem Statement, dass die Hamas legitime Maßnahmen ergreife. Später stellte sie klar, dass sie damit den politischen Flügel der Hamas gemeint habe, aber die Aktionen des bewaffneten Flügel ablehne und verurteilte. Das Hamas-Massaker vom 7. Oktober 2023 bezeichnet sie als Kriegsverbrechen und terroristisches Vorgehen.
2024 postete Hassan auf X, Israel sei „eine Monstrosität“ und den „Palästinensern in den Rücken zu schießen“ sei eine „israelische Spezialität“. Im Mai 2024 warf sie der französischen Regierung vor, dass diese sich ihre Haltung zu Israel vom CRIF, dem jüdischen Dachverband des Landes, diktieren lasse. Rund 50 Abgeordnete der französischen Nationalversammlung reichten im August 2024 bei der Pariser Staatsanwaltschaft ein Schreiben mit der Bitte um die Einleitung strafrechtlicher Schritte gegen Hassan ein, in dem zahlreiche Aussagen Hassans aufgelistet sind, darunter auch jene, in der sie sich gegen das Recht Israels aussprach, sich nach den Hamas-Massakern am 7. Oktober 2023 zur Wehr zu setzen. Aufgeführt wurde auch eine Teilnahme Hassans an einer Kundgebung in Amman am 16. August 2024, auf der Dutzende Porträts des kurz zuvor getöteten Hamas-Chefs Ismail Haniyya geschwenkt wurden. Von den Abgeordneten wurde ihr „kaum verhüllte Unterstützung der Terrororganisation Hamas“ vorgeworfen. Laut Hassan handelte es sich bei dem Ereignis um eine Kundgebung, die jeden Mittwoch dort stattfindet und die palästinensische Sache unterstützt. In keiner Weise sei es eine Pro-Hamas-Veranstaltung oder Solidaritätskundgebung für Hamas-Führer. Dafür, dass Teilnehmer dort auch ihre Unterstützung für die Hamas kundtäten, könne man sie nicht verantwortlich machen, so Hassan.
Ende Februar 2025 wurde ihr zusammen mit der irischen Politikerin Lynn Boylan die Einreise nach Israel am Ben Gurion Flughafen in Tel Aviv verwehrt. Hassan wurde beschuldigt, einen Boycott von Israel zu unterstützen. Anfang Juni 2025 beteiligte sich Hassan an der Mission der Freedom Flotilla Coalition und segelte an Bord der Segelyacht Madleen gemeinsam mit weiteren Aktivisten und Journalisten, u. a. Umweltaktivistin Greta Thunberg und Game-of-Thrones-Schauspieler Liam Cunningham, von Sizilien aus in Richtung Gaza, um das israelische Blockade Gazas zu durchbrechen. Das Boot wurde von der israelischen Marine aufgebracht und die Besatzung in israelische Verwahrung genommen. Im Gegensatz zu anderen Besatzungsmitgliedern verweigerte Hassan eine freiwillige Ausreise. Nach drei Tagen Haft wurde sie aus Israel abgeschoben. Nach ihrer Ankunft in Paris sagte sie auf einer Kundgebung, es würden sich bald weitere Boote auf den Weg nach Gaza machen.

## Anerkennungen
Sie wurde von Forbes France als eine der 40 Frauen des Jahres 2023 ausgezeichnet, doch die für März 2024 geplante Preisverleihung im Hotel Ritz in Paris wurde abgesagt. Bei L’Oréal war sie ein Mitglied des Global Council für Diversität und Inklusion, doch wurde sie von ihrem Auftrag für L’Oréal im November 2023 entbunden. In den Medien wurde sie mit Greta Thunberg oder Leila Shahid verglichen.

## Persönliches
Ihre Vorfahren väterlicherseits sind aus einem Dorf bei Akkon, diejenigen mütterlicherseits von Salfit. Ihr Vater lebt weiterhin im Flüchtlingslager in Nayrab. Mit 18 erlangte sie die Staatsbürgerschaft von Frankreich.